# Mare nostro
Ne doit pas être confondu avec Mare Nostrum.
Mare nostro est un opéra bouffe en deux actes de Lorenzo Ferrero sur un livret de Marco Ravasini, vaguement inspiré par la comédie de Vittorio Alfieri L'antidoto (o Tre veleni rimesta, avrai l'antidoto) écrite en 1804. L’œuvre a été achevée en 1985 et créée au Teatro Comunale, Alexandrie le 11 septembre 1985. 
Le sujet, qui se déroule sur une petite île de la Méditerranée, parle « d’un philosophe Mittel-européen, attentif aux implications du monde postmoderne, qui abandonne la dialectique négative pour gagner de l'argent.»

## Création
La production originale, sous la direction de Edoardo Müller et avec la mise en scène de Giorgio Barberio Corsetti, a ensuite été reprise par les festivals Benevento Città Spettacolo, Bénévent le 14 septembre, et Settembre Musica de Turin, le 19 septembre 1985. Une nouvelle production, dirigée par Gianfranco Masini, a été réalisée le 18 octobre 1991 au Teatro Sociale, Rovigo, et au Teatro Comunale, Trévise le 26 octobre. Cette production a été enregistrée sur une double CD par le label discographique italien Ricordi.

### Distribution de la création
- Vinerblut, un philosophe étranger : Roberto Scandiuzzi (basse profonde)
- Pigliatutto, un riche propriétaire local : 	Bojan Šober (baryton)
- Astradiva, astrologue et épouse de : Maria Trabucco (mezzo-soprano)
- Marchingello, rêveur et inventeur idéaliste : Alfonso Antoniozzi (basse baryton)
- Candeggina, fille locale, fiancée avec : Ilaria Galgani (soprano)
- Rimestino, un pêcheur malchanceux : Giuseppe Costanzo (ténor)
- Piglianchella, épouse de Pigliatutto : voix de soprano en coulisses

Monsieur Ivenmor, un marin, chœurs.	
- Chef d’orchestre : Edoardo Müller

## Argument
L'action se déroule dans une petite île de la Méditerranée, en des temps indéterminés.

### Acte I
Vinerblut (Sangviennois), philosophe Mittel-européen, spécialisé en « Critique critique », et momentanément au chômage, débarque sur une île de la Méditerranée, après avoir entendu parler d'une miraculeuse machine prend-poissons. En écoutant une discussion  entre les indigènes il apprend que la brillante invention est dans les mains de Pigliatutto (Fourretout), le propriétaire de l'île. Il se présente alors avec quelques cadeaux à Pigliatutto, qui le prend pour une autre personne qu’il attend. Vinerblut se fait passer par dévin itinérant et prédit un destin terrible pour l'île et ses habitants, promettant en même temps d’offrir un antidote.

### Acte II
Les domestiques de Pigliatutto désirent s'en fuir et Candeggina (Blanchissante) rêve de s’échapper avec Vinerblut. Astradiva (Diva des astres), Rimestino (Agitateur) et Marchingello (Gadgeteur) décider de s’emparer à tout prix de la machine, mais Vinerblut parvient à la voler en premier, après quoi il se prépare à quitter l'île avec Candeggina. Sur la plage, à l’aube, le coffre dans lequel la machine est cachée se casse, et tout le monde la dispute jusqu'à ce que l'appareil tombe en morceaux aussi. Pigliatutto apparaît et annonce que Monsieur Ivenmor (Encoreplus), l'investisseur étranger qu’il attendait, est arrivé avec des plans pour transformer l'île en station touristique. Pigliatutto punirait volontiers le quatuor des indigènes et le faux dévin pour leur trahison, mais M. Ivenmor a une meilleure idée: les transformer en animateurs dans le nouveau lieu de vacances.

## Airs et extraits
L'intermezzo symphonique, Intermezzo notturno, a été adapté pour petit orchestre pour l'exécution en concert et joué pour la première fois à Milan en décembre 1986.

## Enregistrements
| An   | Distribution | Chef d’orchestre, Théâtre et Orchestre                                                                               | Label discographique              |
| ---- | --- | --- | --------------------------------- |
| 1991 | Danilo Rigosa, Amelia Felle, Eleonora Jankovic, Claudio Di Segni, Alfonso Antoniozzi, Danilo Serraiocco, Sonia Visentin | Gianfranco Masini, Teatro Sociale, Rovigo, Orchestre et Chœurs du Conservatoire de Musique Francesco Venezze, Rovigo | Double CD: Ricordi Cat: RFCD 2016 |